# Митрополия (Щип)
Митрополията (на македонска литературна норма: Митрополија) е административна сграда в град Щип, Северна Македония седалище на Брегалнишката епрахия и на нейния митрополит. Намира се на улица „Владко Миленкоски“ (бивша „Джуро Джакович“) № 55. Сградата е обявена за културно наследство на Северна Македония.

## Архитектура
Сградата е разположена на улица „Тошо Арсов“ № 3 до катедралата „Свети Никола“ и е типичен пример за градската архитектура от първата половина на XX век. Изградена е в неокласически стил. Състои се от приземие и етаж.